# 名梁和泉
名梁 和泉（なばり いずみ、1970年 - ）は、日本の小説家。東京都生まれ。明治大学卒業。
2015年『二階の王』で第22回日本ホラー小説大賞優秀賞を受賞し、デビュー。クトゥルフ神話作家。

## 作品リスト
- 二階の王（2015年10月 KADOKAWA/角川書店 / 2017年9月 角川文庫）
- マガイの子（2016年9月 KADOKAWA/角川書店 / 2018年11月 角川文庫）
- 噴煙姉妹 (2018年9月 KADOKAWA/角川書店)